# Bruno Risi
Bruno Risi (ur. 6 września 1968 w Erstfeld) – szwajcarski kolarz torowy i szosowy, wicemistrz olimpijski oraz jedenastokrotny medalista torowych mistrzostw świata.

## Kariera
Pierwszy sukces w karierze Bruno Risi osiągnął w 1988 roku, kiedy zdobył srebrne medale mistrzostw kraju w indywidualnym wyścigu na dochodzenie i wyścigu na 1 km. W tym samym roku brał udział w igrzyskach olimpijskich w Seulu, gdzie odpadł w ćwierćfinale indywidualnego wyścigu na dochodzenie. W 1990 roku, podczas mistrzostw świata w Maebashi zdobył srebrny medal w wyścigu punktowym amatorów, ulegając tylko Stephenowi McGlede'owi z Australii. W tej samej konkurencji na mistrzostwach świata w Stuttgarcie był już najlepszy. Po zlikwidowaniu kategorii amatorów w 1992 roku Risi zdobył w wyścigu punktowym jeszcze pięć medali: złote na mistrzostwach w Walencji w 1992 roku, mistrzostwach w Palermo w 1994 roku, mistrzostwach w Berlinie w 1999 roku,  i mistrzostwach w Antwerpii w 2001 roku oraz srebrny podczas mistrzostw świata w Perth w 1997 roku. W konkurencji tej startował również na igrzyskach olimpijskich w Atlancie i igrzyskach w Sydney, ale bez sukcesów.
Bruno osiągał także sukcesy w madisonie. Na mistrzostwach świata w Bogocie w 1995 roku wspólnie z Kurtem Betschartem zdobył brązowy medal. W tym samym składzie Szwajcarzy zajęli jedenaste miejsce na igrzyskach w Sydney w 2000 roku. Trzy lata później, podczas mistrzostw świata w Stuttgarcie wspólnie z Franco Marvullim zwyciężył. Na mistrzostwach świata w Melbourne w 2004 roku Szwajcarzy nie obronili tytułu, zajęli jednak drugie miejsce. W tym samym roku Risi brał również udział w igrzyskach olimpijskich w Atenach, gdzie razem z Marvullim wywalczył srebrny medal olimpijski. Ponadto na mistrzostwach świata w Palma de Mallorca zdobył kolejny złoty medal w madisonie. Na igrzyskach olimpijskich w Pekinie w 2008 roku wystartował tylko w madisonie, kończąc rywalizację na jedenastej pozycji. W 2010 roku zakończył karierę.